# Elias Wilhelm Ruda

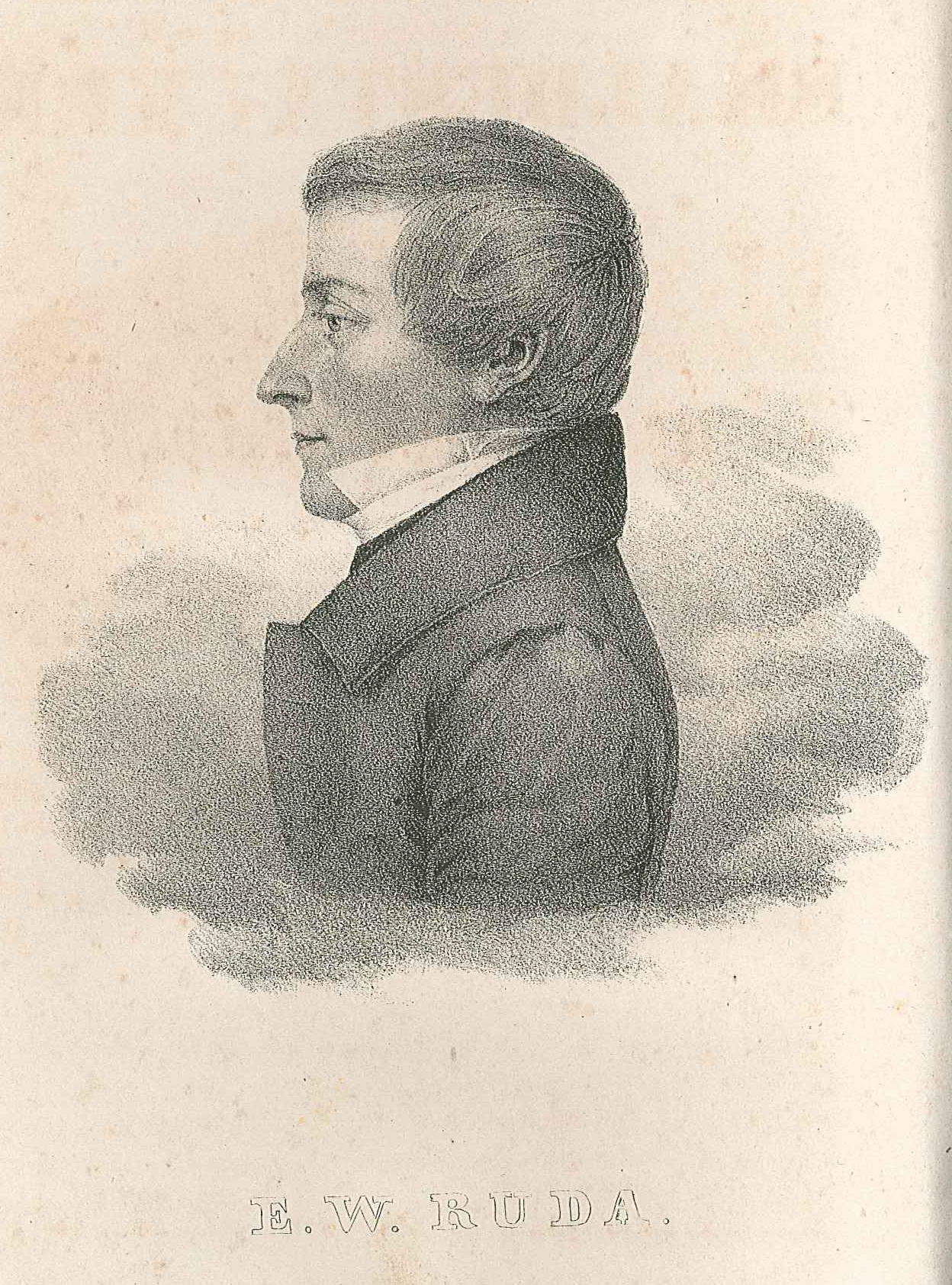
Elias Wilhelm Ruda på en litografi i den postumt utgivna diktsamlingen Skaldestycken (1834).

Elias Wilhelm Ruda, född den 3 september 1807 i Västerhaninge socken, död den 13 augusti 1833 i Örebro, var en svensk skald och litteraturkritiker.

## Biografi
Ruda föddes på Häringe sätesgård i Västerhaninge, men familjen flyttade snart till Salem. Ruda gick 1817–1822 i Strängnäs läroverk och blev 1826 student vid Uppsala universitet. År 1827 fick han plats som informator hos landshövding Gustaf Peter Nordenanckar i Kalmar. Under sin vistelse där utgav han Brynolfs äfventyr – En dikt i sjutton sånger (1828), en humoristisk parodi på Esaias Tegnérs Frithiofs saga, samt författade Vildsvinsjagten (1829) och Hagbard och Signe (1830), de senare dock utgivna först efter hans återkomst till Uppsala.
I Uppsala, där han studerade till magistergraden, skrev han En tysk resandes ströfverier på svenska parnassen (1830), en rätt underhållande kritik av den samtida svenska vitterheten, Främlingen från Norden (1831), en novell med inflätade lyriska stycken, samt poemet Aristomenes på Rhodus, som 1832 vann Svenska akademiens andra pris.  Han utgav också översättningar av Bernhard Severin Ingemann, Samuel Egerton Brydges med flera.
Ruda var även verksam som kritiker i Upsala Correspondenten och i Svenska Literaturföreningens tidning, skrev en uppsats om Christopher Marlowes Faust (i Skandia 1833) och hans dikter trycktes i flera litterära kalendrar. År 1833 blev han filosofie magister och avled kort därefter i Örebro. Efter hans död utgavs hans Skaldestycken (1834 och 38) med en inledande biografi av Per Daniel Amadeus Atterbom.